# Stranvaesia amphidoxa
Stranvaesia amphidoxa är en rosväxtart som beskrevs av Camillo Karl Schneider. Stranvaesia amphidoxa ingår i släktet Stranvaesia och familjen rosväxter. Utöver nominatformen finns också underarten S. a. amphileia.